# Mollégès
Mollégès é uma comuna francesa na região administrativa da Provença-Alpes-Costa Azul, no departamento de Bouches-du-Rhône. Estende-se por uma área de 14,20 km². Em 2010 a comuna tinha 2 636 habitantes (densidade: 185,6 hab./km²).